# Ahornboden

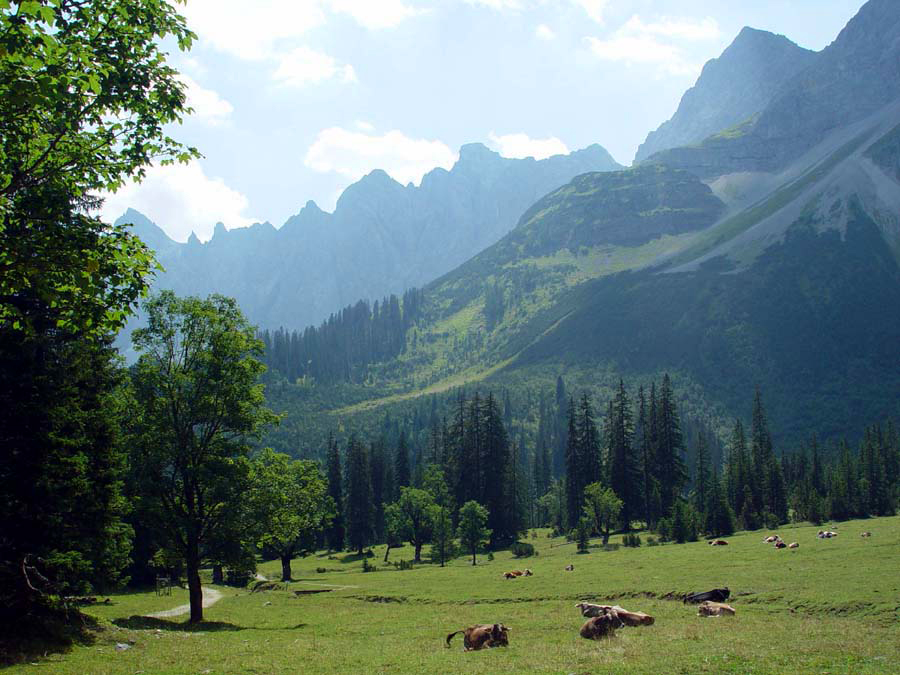
Kleiner Ahornboden

De Große en de Kleine Ahornboden zijn twee dichtbeboste gebieden in het noorden van het Karwendelgebergte in de Oostenrijkse deelstaat Tirol. Beide gebieden maken net als een groot deel van de Karwendel deel uit van een beschermd natuurgebied langs de Tirools-Beierse grens.
De dunbevolkte en dichtbeboste gebieden kenmerken zich door de aanwezigheid van de vele oude ahornen, esdoorns, waaraan de gebieden ook hun naam danken.
De Große Ahornboden ligt aan het einde van het Enger Tal, vlak voor Eng op ongeveer 1200 meter hoogte. Talrijke oude en knoestige esdoorns zijn in dit gebied te vinden. De Große Ahornboden is vanuit Hinterriß over een tolstraat te bereiken.
De Kleine Ahornboden ligt aan het noordelijke einde van het Johannistal op een hoogte van 1400 meter, vlak onder de steile noordelijke hellingen van de Hinterautal-Vomper-keten. Het gebied is vanuit Hinterriß in ongeveer drie uur te bereiken.